# Gerhard Gnann
Gerhard Johannes Gnann (* 1962 in Buchau) ist ein deutscher Organist, Kirchenmusiker und Musikpädagoge. Er ist seit 1997 als Professor an der Hochschule für Musik Mainz tätig.

## Leben
Gerhard Gnann wurde 1962 im oberschwäbischen Buchau (heute Bad Buchau) geboren. Während der Schulzeit erhielt er Orgelunterricht bei Heinrich Hamm in Weingarten. Er studierte zunächst Kirchenmusik an der Hochschule für Musik Freiburg bei Ludwig Doerr (Orgel) und bei Stanislav Heller (Cembalo). Von 1986 bis 1988 setzte er seine Ausbildung am Sweelinck-Konservatorium Amsterdam bei Ewald Kooiman (Orgel) und Ton Koopman (Cembalo) fort. 1989 studierte er an der Musik-Akademie der Stadt Basel das Fach Orgel bei Guy Bovet. Von 1990 bis 1992 war er Stipendiat des DAAD und legte 1992 in Basel sein Solistenexamen ab.
Die Erzdiözese Freiburg ernannte Gnann 1994 zum Bezirkskantor. Dieses Amt übte er bis 1997 aus und begründete in dieser Zeit die Reihe „Konzerte in St. Trudpert“. Von 1996 bis 1997 war er als Lehrbeauftragter für Orgel an der Musikhochschule Trossingen tätig.
Seit 1997 ist Gnann Professor für künstlerisches Orgelspiel an der Hochschule für Musik der Johannes Gutenberg-Universität Mainz und ist dort gleichzeitig Leiter der Abteilung Kirchenmusik/Orgel. Die Universität zeichnete ihn im Jahr 2003 mit dem „Preis für exzellente Leistungen in der Lehre“ aus. Von 2012 bis 2015 war Gnann auch Domorganist am Freiburger Münster.
Gnann ist Juror bei internationalen Orgelwettbewerben und gibt regelmäßig Meisterkurse im europäischen Ausland, unter anderem in Italien, Polen, Norwegen, Dänemark, Frankreich und Österreich.
Er veröffentlichte CDs bei den Labels Audite, Hänssler Classic, Organum Classics und Coviello Classics. Im Jahr 2012 spielte er gemeinsam mit Ewald Kooiman, Ute Gremel-Geuchen und Bernhard Klapprott sämtliche Orgelwerke von Johann Sebastian Bach auf Silbermann-Orgeln ein. Hierfür erhielten die Musiker im folgenden Jahr den Musikpreis Echo Klassik für die Audiophile Mehrkanaleinspielung des Jahres. Die von Gnann im Freiburger Münster eingespielte CD Arranging Bach wurde von der Vereinigung  Preis der deutschen Schallplattenkritik ausgezeichnet und in die Bestenliste 1/2015 aufgenommen.

## Auszeichnungen und Ehrungen (Auswahl)
- 1988: Bachwettbewerb beim Flandern-Festival Brügge
- 1992: Schweizer Orgelwettbewerb
- 1993: Großer Preis „Dom zu Speyer“
- 2003: Preis der Universität Mainz für exzellente Leistungen in der Lehre
- 2013: „Echo Klassik“ für die Audiophile Mehrkanaleinspielung des Jahres
- 2015: Bestenliste 1/2015, Preis der deutschen Schallplattenkritik, für die CD Arranging Bach

## Diskografie (Auswahl)
- Musik für Flötenuhren, 2004, Organum Classics
- Die Gabler-Orgel in Weingarten, Audite
- Stylus phantasticus und Liedvariationen bis Bach, Audite
- HIOB von Petr Eben, Cadenza
- J. L. Krebs Orgelwerk Vol. 1, Naxos
- Johann Sebastian Bach – Ein Choralbuch, Hänssler Classic
- J. S. Bach Orgelwerke, Organum Classics
- Spanische Orgelmusik in Fontiveros (Avila), Organum Classics
- W.A. Mozart, Epistelsonate und Werke für eine Orgelwalze, Organum Classics
- J.S.Bach, Complete organ works played on Silbermann organs CD 14-17/19, AEOLUS
- Orgelkonzert im Freiburger Münster – Kompositionen von Bach, Wagner, Karg-Elert, Messiaen und Hoppe, MBM Musikproduktion KG
- Arranging Bach – Gerhard Gnann spielt die vier Orgeln des Freiburger Münsters, Coviello Classics